# Бабурино (Рыбинский район)
В Ярославской области есть ещё одна деревня Бабурино, в Даниловском районе.
Бабурино — деревня в Глебовском сельском округе Глебовского сельского поселения Рыбинского района Ярославской области.
Деревня расположена на высоком обрывистом правом берегу Волги, выше Рыбинского водохранилища, строго говоря, в лоциях и на картах этот участок Волги обычно обозначается как Рыбинское водохранилище, так как в настоящее время Волга здесь шире естественного русла. Волга здесь течёт в направлении с юга на север, соответственно ориентирована и деревня. Основная улица деревни проходит вдоль старинного тракта Углич—Молога, проходящего по берегу Волги. Здесь от Бабурино вверх по Волге практически непрерывной полосой следуют деревни Городок, Крутец, Малое и Большое Высоко. Бабурино — самая южная и верхняя по Волге деревня Глебовского сельского поселения. Она отделена глубоким оврагом с ручьём от деревни Городок, которая относится уже к Покровскому сельскому поселению.
Основу составляет традиционная застройка, рубленные избы, фасадами на улицу, но имеются и современные постройки. Численность постоянного населения на 1 января 2007 года — 5 человек. Однако деревня активно используется для дачного строительства и по крайней мере в летний сезон население существенно больше.
В обход деревни с восточной, дальней от Волги стороны, построена автомобильная дорога к Коприно и Ларионово, ответвляющаяся в селе Николо Корма от трассы Р104 Углич—Рыбинск. Дорога эта идет параллельно берегу Волги и удобна для доступа жителей Москвы к развивающемуся в районе села Коприно курорта. Благодаря строительству этой дороги жители Бабурина получили возможность добраться на автомобиле до административного центра — Глебово. Регулярное транспортное сообщение с городом Рыбинском по железной дороге через станцию Кобостово или автобусом Рыбинск — Кобостово (в летнее время).
В районе Бабурино-Городок на волжском обрыве находится геологический памятник: современное обнажение мелового периода. В нём найдено 5 новых видов ископаемых животных .
Продовольственный магазин в деревне Большое Высоко, так же в деревне Лаврентьево (примерно 2 км на север), один раз в неделю приезжает "машина-магазин". Администрация сельского поселения в поселке, центр врача общей практики и школа находятся в селе Глебово, которое расположено примерно в 6 км ниже по течению Волги, с другой стороны железной дороги, прямого регулярного сообщения с административным центром нет. Отделение почты — на железнодорожной станции Кобостово.
Деревня Бабурина указана на плане Генерального межевания Рыбинского уезда 1792 года. Ручей, отделяющий деревню от села Городок на плане обозначен как речка Стрелка.